# Nature Chemistry
Nature Chemistry è una rivista scientifica mensile sottoposta a revisione paritaria. Fondata nell'aprile 2009, è pubblicata dalla Nature Portfolio.
Il caporedattore è Stuart Cantrill. La rivista tratta tutti gli aspetti della chimica. La rivista include articoli di ricerca originali, articoli di revisione, notizie, opinioni, punti salienti di ricerche degne di nota provenienti da altre riviste, commenti, recensioni di libri, corrispondenza. Inoltre, comprende l'analisi di questioni quali l'istruzione, il finanziamento, la politica, la proprietà intellettuale e l'impatto della chimica sulla società.

## Indicizzazione
Gli abstract e gli articoli della rivista sono indicizzati dai seguenti database bibliografici: 

- Chemical Abstracts Service
- Science Citation Index
- Current Contents/Physical, Chemical & Earth Sciences
- BIOSIS Previews

Secondo il Journal Citation Reports, nel 2021 la rivista ha ricevuto un fattore di impatto pari a 24.274.